# Пеггі Зіна
Пеггі Зіна (грец. Πέγκυ Ζήνα), справжнє ім'я Панайота Калліопі Хрісікопулу (грец. Παναγιώτα Καλλιόπη Χρυσικοπούλου; нар. 8 березня 1975, Афіни, Греція) — грецька співачка. Вона дебютувала у 1995 році з однойменним альбомом. З того часу вона випустила дванадцять студійних альбомів і є однією з найвідоміших артисток грецької музичної індустрії.  15 березня 2010 року телеканал Alpha TV поставив Зіну на 24 місце в рейтингу найвідоміших жінок-артисток за всю еру фонографії (з 1960 року), на рахунку якої дев'ять (на той час) платинових і два золотих альбоми.

## Біографія
Родина походила із невеличкого села Ситарія, нині Росна у номі Флорина, проте Пеггі Зіна народилась вже у грецькій столиці. Там вона почала займатися музикою вже у ранньому віці, навчалася грі на піаніно з 5 років. У школі також захоплювалась танцями та брала участь у шкільних театральних виставах.
Проте задля підкорення популярної грецької естради Пеггі Зіна вирушила до Салонік, де видала свій перший альбом 1995 року під назвою «Πέγκυ Ζήνα». Майже одразу почала співрпацювати із такими відомими музикантами, як Лефтеріс Пандазіс, Нотіс Сфакіанакіс, Сакіс Рувас, Еллі Коккіну та ін.
Другий диск «Ανέβαινες» був випущений 1998 року у спрівпраці із Алекосом Хрисовергісом та Спіросом Ятрасом. У цей час співачка гастролює спільно із Яннісом Плутархосом та Нікосом Куркулісом. Восени 2001 року з'явився третій альбом «Ένα χάδι», який вважається найвдалішим за всю кар'єру Пеггі Зіни і донині.
Наступного року Танос Каліріс запропонував їй пісню під назвою «Love is a wonderful thing» для виступу у національному відбірковому колі Євробачення. До останнього моменту пісня залишалась фаворитом, втім Міхаліс Ракіндзіс із піснею «SAGAPO» залишив Зіну на другому місці.
Після 5 років роботи з Нітромьюзік, Пеггі почала роботу із грецькою філією EMI Music — Minos EMI. Вийшов 5 альбом «Μαζί σου», який дуже швидко став золотим, а в січні 2004 року і платиновим. Пісні для цього альбому написали найкращі грецькі музиканти, серед яких Йоргос Мукідіс, Стеліос Хроніс, Йоргос Кафедзопулос, Петрос Імвріос, Кіріакос Пападопулос. Після першого тиражу, альбом був перевиданий, включивши нові пісні у дуеті із Нікосом Вертісом.
У 2005 році випущений альбом «Νόημα» і збірка 1995—1998 років «Τα πρώτα χρόνια». Пеггі Зіна записує кілька хітів із Антонісом Ремосом, Наташою Теодоріду, Нікосом Вертісом та іншими. У червні 2005 року співачка здійснила великий концертний тур в Австралії. Знаковими у кар'єрі Зіни стали виступи 2007—2008 років «Ιερά οδός» в Афінах із Пасхалісом Терзісом. 2009 року вийшов альбом «Το Πάθος Είναι Αφορμή». Того самого року співачка виступала в «Ιερά οδός» спільно із Дімітрісом Мітропаносом.
Останній альбом співачки має назву «Ευαίσθητη ή λογική», випущений 12 жовтня 2010 року.
Протягом зимового сезону 2012–2013 року Пеггі Зіна виступала разом з Дімосом Анастасіадісом в клубі Cosmostage. У програмі також брали участь Амарилліс і Лукас Йоркас. Взимку 2014–2015 співачка виступала в Афінах в клубі Ιερά Οδός разом з Кеті Гарбі.

## Дискографія
- 1995: – "Πέγκυ Ζήνα"
- 1998: – "Ανέβαινες"
- 2000: – "Τι Θα Ακούσω Ακόμα"
- 2001: – "Ένα Χάδι"
- 2002: – "Βρες Ένα Τρόπο"
- 2003: – "Μαζί Σου"
- 2004: – "Ματώνω"
- 2005: – "Νόημα"
- 2006: – "Ένα"
- 2007: – "Τρέξε"
- 2009: – "Το Πάθος Είναι Αφορμή"
- 2010: – "Ευαίσθητη Ή Λογική"
- 2010: – "Σου Χρωστάω Ακόμα Ένα Κλάμα"
- 2015: – "Πάρα Πολλά"
- 2018: – "Έλα"

### Колекційний збірник
- 2005: — "Τα Πρώτα Χρόνια"
- 2008: — "Best Of+"
- 2009: — "Ένα + Ένα - Οι Μεγαλύτερες Επιτυχίες"
- 2021: — "Η Πέγκυ Ζήνα Ερμηνεύει Μάριο Τόκα"

### Концертні альбоми
- 2013: — "Live + 4 Νέα Τραγούδια"
- 2021: — "Streaming Living Concert"

### Дуети
- 2003 – «"Είμαστε Χώρια"» (разом з Нікос Вертіс)
- 2003 – «"Χανόμαστε"» (разом з Нікос Вертіс)
- 2004 – «"Τα Μονοπάτια"» (разом з Костас Карафотіс)
- 2010 – «"Δεν Γλυτώνω"» (разом з Дімітріс Мітропанос)
- 2016 – «"Από Τη Σμύρνη Είμαι Εγώ"» (разом з Ареті Кетіме)
- 2012 – «"Τη Μοναξιά Δικάζω"» (разом з Антоніс Вардіс)
- 2022 – «"Ό,τι Ονειρευόμαστε Γίνεται"» (разом з Костас Турнас)

### Пісні
- 2011: "Στον Δικό Μου Τον Πλανήτη"
- 2012: "Από Τη Σμύρνη Είμαι Εγώ"
- 2012: "Τη Μοναξιά Δικάζω"
- 2013: "Να Μην Ξεχάσεις Ποτέ"
- 2013: "Συγχώρεσέ Με"
- 2013: "Πάρε Δρόμο"
- 2014: "Μόνη Καρδιά"
- 2016: "Μου Λείπεις"
- 2017: "Μη Μ' Ακουμπάς"
- 2017: "Ο Χρόνος"
- 2017: "Απαγορεύω"
- 2018: "Άνθρωποι Μονάχοι"
- 2019: "Μέσα Μου Κάτι Έγινε"
- 2020: "Ειλικρινά"
- 2021: "Ανατροπή"
- 2021: "Αν Χαθείς Ξανά"
- 2021: "Ψυχή Της Αγάπης"
- 2022: "Θεέ Μου Κάνε"
- 2023: "Της Σμύρνης Το Φιλί"
- 2023: "Δεν Αγάπησες Πότε Σου"